# Djanii Alpha
Pour les articles homonymes, voir Bah (patronyme).
Djanii Alpha ou SICARIO de son nom de naissance Alpha Midiaou Bah, né le 24 février 1985 à Koundara en Moyenne Guinée, est un rappeur et chanteur guinéen.
Djanii Alpha sort son premier album, intitulé G For Life en 2012.

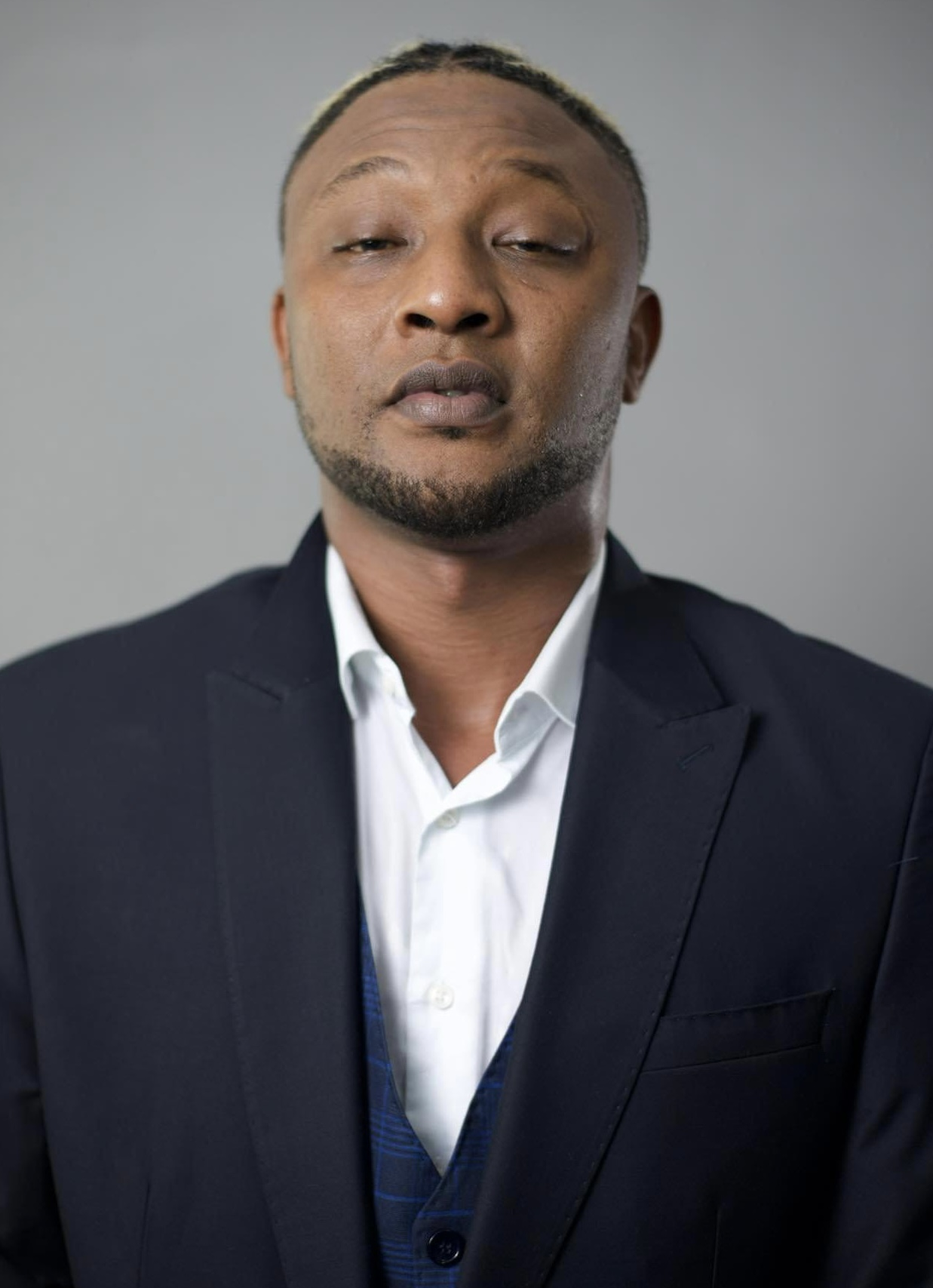

## Biographie et études
Né à Koundara, Djanii Alpha est issu d’une famille de fonctionnaires, il a grandi entre Koundara, Pita et Conakry.
Il commence les études dans une école primaire catholique de Koundara jusqu’au CM1. À la suite d'un accident et après l’examen d’entrée en 7e, sa mère a été affectée à Pita et part avec lui. La maman malade, elle est partir aux Etats Unis pour se faire soigner.
Djani rentre à la capitale Conakry, inscrit au lycée Koumandjan d'où il fait le collège et le début du lycée. 
Par peur de basculer dans la délinquance, sa grand mère l'envoie à Dakar pour suivre une formation professionnelle où il décroche un DST en multimédias et une attestation professionnelle de commercial.

## Début
Comme beaucoup d’artistes, il a commencé la musique en imitant des artistes comme : IAM, NTM,  Fonky Family, Wu-Tang…
En 1998, avec des amis il enregistre son premier single au studio BBC.
En 2004, avec Stéphane Mario alias Mr Butcho (cap verdien) il fonde le groupe KATEN DECHA  qui signifie en français Qui lâche rien. Après des prestations lors d’un concours inter scolaire, le groupe fut pisté par Didier Awadi qui lui offre les premières parties  de certains de ses concerts et ceux du PBS radical. Ce succès  lui ouvre les mois suivants les portes du studio Sankara de Didier Awadi pour l’enregistrement de son premier album intitulé Vue ou Vécu qui ne verra, cependant, jamais le jour.
Djanii Alpha rentre au pays en 2009, il fait marche avec l’ingénieur de son Bob Dynaa ensemble ils créent un label indépendant.
Avec pour slogan Vous allez comprendre que les autres ne font pas le RAP en Guinée

## Album

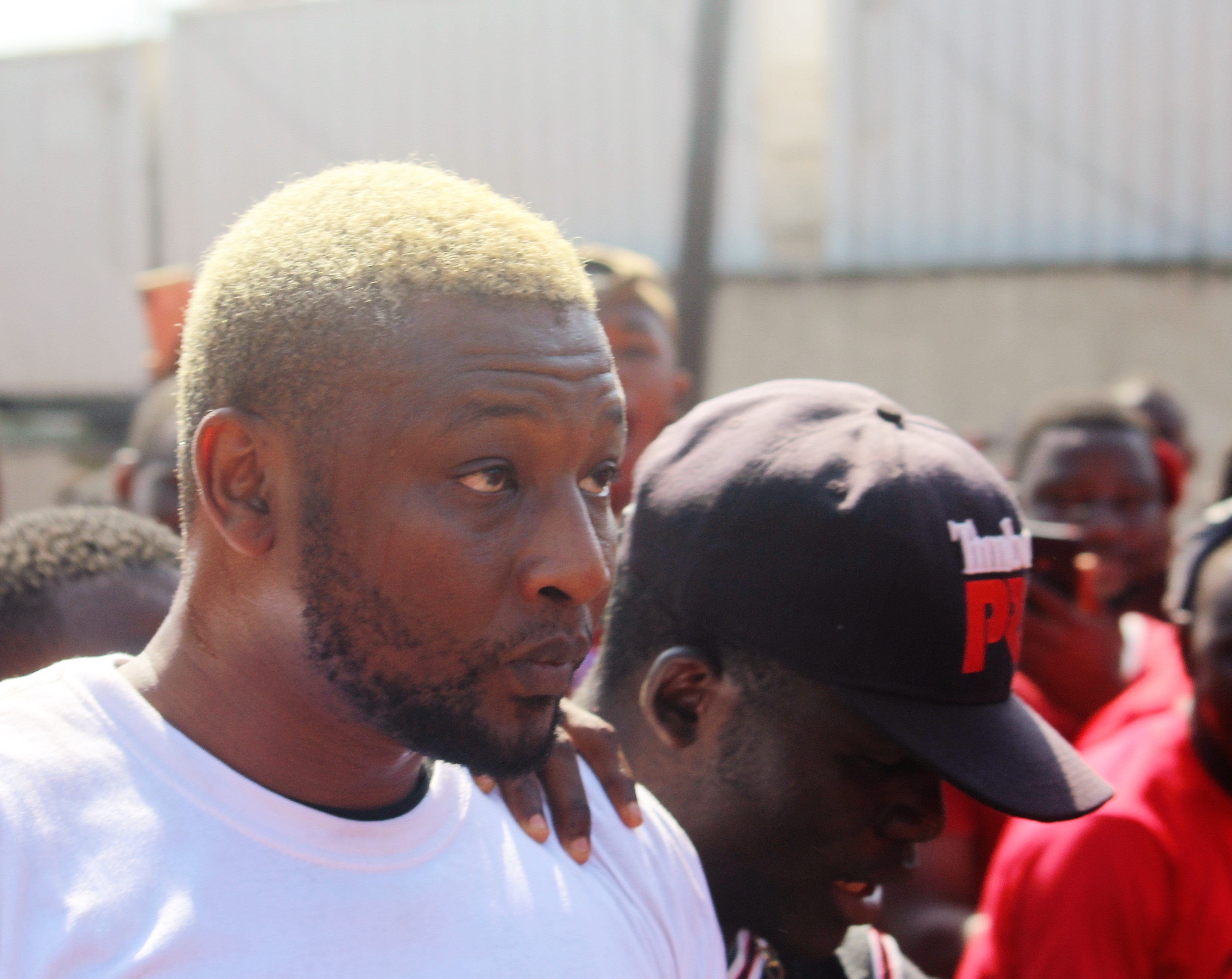

## Collaborations
Djanii Alpha a collaboré avec 
- Katy Sénégal
- Djo DIOUBATE dans l’album Président d’Afrik  titre (‘‘Antoun’’)
- Fadji’dhi dans l'Album Tagadho
- Khady Diop (single)
- More Bless Libéria (single)
- Bob Dynaa Sénégal-Guinée
- Master X  Compil RPPC pour la paix titre (Les loubards)
- Albert Kekson (Dangerous)
- Cheick Omar (single)
- Soul Dag'One (Banlieuz’Art (single)
- Didier Awadi Sénégal

## Claches
La Route le Prince a l'endroit de Black M

## Activisme
Djanni Alpha est membre du mouvement wonkhaï 2020, un mouvement citoyen créé pour donner la parole aux citoyens,.
À la suite de la chute d'Alpha Condé en septembre 2021, Djanni Alpha franchit un nouveau pas vers le militantisme en devenant porte-parole du collectif des artistes du FNDC et actuel membre de la coordination national du FNDC.
Avec deux autres leaders militants du FNDC, Foniké Menguè et Billo Bah, Djanni Alpha a été inculpé puis écroué le 7 juillet pour "outrage à magistrat" (l'accusation portant sur le fait d'avoir discrédité la justice guinéenne via les réseaux sociaux). Cette décision prise par le procureur général a particulièrement choquée l'opinion publique et a été condamnée par le FNDC ainsi que par la majorité des oppositions politiques en raison de l'aspect considéré comme arbitraire de cette arrestation. La violence de l'arrestation de Foniké Mengué a également été dénoncée . 
Le 8 juillet 2022, les trois accusés dont Djanni Alpha ont été libérés par le tribunal de première instance de Dixinn  pour délit non constitué.

## Prix et reconnaissances
- 2022 : Meilleur album urbain de l'année avec Chef Rebel  lors des Victoires de la musique guinéenne
- En 2011: Désigner révélation de l’événement Espace sur scène de la radio ESPACE FM Guinée.
- En 2011 : Ambassadeur de la lutte contre le VIH SIDA au Sénégal
- En 2012: Il a remporté 3 prix sur 6 , étant le meilleur rappeur de l'année il a remporté la K7 d'or designé par le Djembé d'or.
- En 2018: désigné comme meilleur rappeur guinéen de l'année par Guinée Hit music
- En 2019 Remporte la K7 d'or parmi beaucoup de pays de l'Afrique